# Natsuko no Sake
Natsuko no Sake (夏子の酒, littéralement "Le saké de Natsuko") est une série de manga créée par Akira Oze, publiée entre 1988 et 1991 en douze volumes par Kodansha. La version française est publiée en six tomes par Dupuis depuis 2019.
L'histoire tourne autour de Natsuko Saeki, une jeune femme qui tente de percer dans le monde de la production de sake, univers traditionnellement mené par des hommes.
Elle a été adaptée en série drama en 1994.
Une préquel à cette histoire, faite par le même auteur a été publiée. Intitulée Natsu no Kura, elle décrit l'histoire de Natsu, la grand-mère de Natsuko.

## Synopsis
Natsuko Saeki, une jeune femme qui travaille dans une agence de publicité à Tōkyō, retourne dans la brasserie de saké familiale à la campagne. Elle y retrouve son frère, Yasuo, qui est à la recherche d'une variété de riz disparue appelée tatsunishiki qui semble être capable d'être la source d'un nouveau saké. Il trouve une poignée de graines, mais il trépasse subitement après. Natsuko décice de quitter son emploi et commence à travailler à la brasserie pour réaliser le rêve de son frère, c'est-à-dire produire le meilleur saké du Japon.

## Personnages
Natsuko Saeki
Interprétée par Emi Wakui
Wataru Kusakabe
Interprété par Masato Hagiwara
Saeko Hashimoto
Interprété par Yuki Matsushita
Kazuko Saeki
Interprétée par Mayumi Wakamura
Gen
Interprété par Hatsuo Yamaya
Araki
Interprété par Ken Ishiguro
Shizue Tanaka
Interprétée par Mayumi Hasegawa
Yasuo Saeki
Interprétée par Kiichi Nakai

## Distinctions
Le tome 5 est nommé en sélection officielle du festival d'Angoulême 2022.